# Californiphilus mexicanus
Californiphilus mexicanus är en mångfotingart som beskrevs av Carl Graf Attems 1947. Californiphilus mexicanus ingår i släktet Californiphilus och familjen trädgårdsjordkrypare. Inga underarter finns listade i Catalogue of Life.